# Phyllostegia glabra
Phyllostegia glabra är en kransblommig växtart som först beskrevs av Charles Gaudichaud-Beaupré, och fick sitt nu gällande namn av George Bentham. Phyllostegia glabra ingår i släktet Phyllostegia och familjen kransblommiga växter.

## Underarter
Arten delas in i följande underarter:
- P. g. glabra
- P. g. lanaiensis